# Tranøy
Tranøy es un municipio de la provincia de Troms, Noruega. Se localiza al sur de la isla de Senja. El centro administrativo es Vangsvik en el este del municipio. Otras localidades son Stonglandseidet, Skrollsvika y Å.
La actualmente abandonada isla de Tranøya, junto con la iglesia de Tranøy, son el centro de las actividades locales. Desde Tranøybotn hay un sendero hacia el parque nacional Ånderdalen.

## Evolución administrativa
El municipio ha sufrido cambios geográficos a lo largo del tiempo, los cuales son:
| Año  | Cambio territorial | Población |
| ---- | --- | --------- |
| 1838 | Fundación |           |
| 1886 | Tranøy se divide en Tranøy, Sørreisa y Dyrøy | 1239      |
| 1964 | La parte continental de Tranøy se cede a Dyrøy y 4 granjas a Lenvik. Terrenos de Bjarkøy en Senja, las islas Lemmingsvær y la zona de Rødsand en Torsken se ceden a Tranøy. |           |

## Etimología
El municipio revibió su nombre de la isla de Tranøya (del nórdico antiguo: Tranøiar). El primer elemento es trana que significa «grulla» y el segundo es øy que significa «isla». Antes de 1909 el municipio era conocido como Tranø.

## Geografía
Tranøy está al sur de la isla de Senja. El Andfjorden, Vågsfjorden y el Solbergfjorden rodean el municipio por el oeste, sur y sudeste. Torsken y Berg limitan al norte y Lenvik en el este. El parque nacional Ånderdalen se extiende por el noroeste.

## Gobierno
El municipio se encarga de la educación primaria, asistencia sanitaria, atención a la tercera edad, desempleo, servicios sociales, desarrollo económico, y mantención de caminos locales.

### Concejo municipal
El concejo municipal (Kommunestyre) tiene 17 representantes que son elegidos cada 4 años y estos eligen a un alcalde. Estos son:

### Tranøy Kommunestyre 2015-2019
| Partido                            | Número de representantes |
| ---------------------------------- | ------------------------ |
| Partido Laborista                  | 6                        |
| Partido del Progreso               | 1                        |
| Partido Conservador                | 4                        |
| Partido de Centro                  | 2                        |
| Partido de la Izquierda Socialista | 1                        |
| Partido Liberal de Noruega         | 1                        |
| Independientes                     | 2                        |